# Kansas Cyclone
Pour plus de détails, voir Fiche technique et Distribution.
Kansas Cyclone est un film américain réalisé par George Sherman, sorti en 1941.

## Fiche technique
- Titre : Kansas Cyclone
- Réalisation : George Sherman
- Scénario : Louis Sarecky (en), Oliver Drake et Doris Schroeder
- Photographie : William Nobles
- Montage : Charles Craft (en)
- Musique : Paul Sawtell
- Pays de production : États-Unis
- Format : Noir et blanc - 1,37:1
- Genre : western
- Durée : 57 minutes
- Date de sortie : 1941

## Distribution
- Donald Barry : Jim Randall
- Lynn Merrick : Martha King
- William Haade : Shériff Ed King
- Milton Kibbee (en) : Cal Chambers
- Harry Worth (en) : Jud Parker
- Dorothy Sebastian : Helen King
- Jack Kirk (en) : Turner
- Forrest Taylor : Ben Brown
- Charles R. Moore (en) : T-Bone